# Rædwulf northumbriai király
Rædwulf, más írásmóddal Redwulf (angolszászul: RÆDVVLF NORÞANHYMBRA CYNING), (? – 844) Northumbria királya 844-ben.
Rædwulf származása nem ismert, de lehet hogy Osbert és Ælla királyok rokona volt. Akkor lett király, amikor II. Æthelredet leváltották. Roger Wendover XIV. századi Flores Historiaruma szerint a pogányok (azaz a vikingek) elleni harcban lelte halálát. Wendover szerint 844-ben uralkodott, de az újabb kutatások 858-at valószínűsítenek. Halála után II. Æthelredet visszahelyezték a trónra.